# Marian Wagner
Marian Wagner (ur. 15 grudnia 1894 w Jarosławiu, zm. 23–24 kwietnia 1940 w Katyniu) – nadkomisarz Policji Państwowej, podporucznik piechoty rezerwy Wojska Polskiego, działacz niepodległościowy, ofiara zbrodni katyńskiej.

## Życiorys
Urodził się 15 grudnia 1894 w Jarosławiu, ówczesnym mieście powiatowym Królestwa Galicji i Lodomerii, w rodzinie Leopolda (1865–1937) i Honoraty z Jaworów (1867–1938). Był bratem Zdzisława Ludwika (1891–1940), podporucznika piechoty rezerwy, zamordowanego w Katyniu, Mieczysława (zm. 1915), Witolda (1893–1953), działacza niepodległościowego, nauczyciela, artysty malarza, Tadeusza Romana (1900–1940), kapitana intendenta, zamordowanego w Charkowie, Bolesława, ps. „Rengaw” (ur. 1903), buchaltera i Marii (1904–1987), zamężnej z Józefem Młodowiczem (1898–1940), podkomisarzem PP zamordowanym w Kalininie. Uczył się w c.k. Gimnazjum w Podgórzu. W 1912 został członkiem Związku Strzeleckiego. W 1914 z rozkazu Kazimierza Piątka wyjechał do Stanów Zjednoczonych, gdzie działał w ramach Związku Młodzieży Polskiej w Ameryce. Był odpowiedzialny między innymi za organizowanie kursów wojskowych dla polskiej diaspory.
W czasie I wojny światowej walczył w Legionach Polskich. Służył jako sekcyjny w 8 kompanii 6 pułku piechoty. Podczas walk został ranny, a następnie trafił do obozu jenieckiego. Po ucieczce przedostał się na Górny Śląsk, gdzie wstąpił w 1917 do Polskiej Organizacji Wojskowej, w której pełnił między innymi funkcję kuriera. Brał także udział w akcjach zajmowania magazynów z bronią i rozbrajania w listopadzie 1918 wojsk okupacyjnych. Był wykazany w indeksie legionistów przekazanym 24 maja 1918 do Centralnego Uurzędu Ewidencyjnego przez byłego komendanta Polskiego Korpusu Posiłkowego gen. Johanna Schillinga.
Podczas wojny z bolszewikami był komendantem łódzkiej Straży Obywatelskiej. 8 stycznia 1924 został zatwierdzony w stopniu podporucznika ze starszeństwem z 1 czerwca 1919 i 2132. lokatą w korpusie oficerów rezerwy piechoty. Posiadał wówczas przydział w rezerwie do 84 pułku piechoty w Pińsku.
W 1934, jako oficer rezerwy pozostawał w ewidencji Powiatowej Komendy Uzupełnień Nowy Sącz. Posiadał przydział do Oficerskiej Kadry Okręgowej Nr V. Był wówczas w grupie oficerów „pełniących służbę w Policji Państwowej w stopniu oficera P.P.”. W 1936 został przeniesiony w rezerwie do Oficerskiej Kadry Okręgowej Nr I.
Po zakończeniu działań wojennych rozpoczął służbę w Policji Państwowej i studia filozoficzne. 1 lipca 1923 został mianowany aspirantem PP. Służył w Nowym Sączu, Łodzi, Krakowie i Warszawie. W 1939 został przeniesiony do Wydziału IV – Centrali Służby Śledczej Komendy Głównej PP.
W nieznanych okolicznościach, po agresji ZSRR na Polskę (17 września 1939), dostał się do sowieckiej niewoli. Przebywał w obozie w Kozielsku. 22 kwietnia 1940 został przekazany do dyspozycji naczelnika Zarządu NKWD Obwodu Smoleńskiego. 23 lub 24 kwietnia 1940 zamordowany w Katyniu i tam pogrzebany. Od 28 lipca 2000 spoczywa na Polskim Cmentarzu Wojennym w Katyniu.
Był żonaty z Janiną z Iglickich (zm. 1991), z którą miał syna Jerzego Tadeusza, ps. „Czarny” (1925–1944), kaprala podchorążego batalionu AK „Kiliński”, poległego w powstaniu warszawskim.
4 października 2007 minister spraw wewnętrznych i administracji Władysław Stasiak mianował go pośmiertnie na stopień podinspektora Policji Państwowej, a następnego dnia minister obrony narodowej Aleksander Szczygło mianował go pośmiertnie na stopień porucznika. Oba awanse zostały ogłoszone 9 listopada 2007, w Warszawie, w trakcie uroczystości „Katyń Pamiętamy – Uczcijmy Pamięć Bohaterów”.

## Ordery i odznaczenia
- Krzyż Niepodległości – 22 grudnia 1931 „za pracę w dziele odzyskania niepodległości”[22][2][23]
- Srebrny Krzyż Zasługi – 1937[4]
- Krzyż Kampanii Wrześniowej – pośmiertnie 1 stycznia 1986[24]
- Medal „Za udział w wojnie obronnej 1939” – pośmiertnie 1996[4]
- Krzyż Pamiątkowy 6 pułku piechoty Legionów Polskich[11]
- Odznaka Pamiątkowa Więźniów Ideowych[25]